# アテネのアスクレピエイオン
アテネのアスクレピエイオン（希: Ασκληπιείο της Αθήνας、英: Asclepieion of Athens、アスクレーピオスの聖所、希: Ιερο του Ασκληπιου、英: Sanctuary of Asklepios）は、アテネ（アテーナイ、古希: Ἀθῆναι）のアクロポリスの南斜面、ディオニューソス劇場の西側に位置する。紀元前420年ごろに治癒神アスクレーピオスの聖地エピダウロスより分祀された。

## 歴史
ペロポネーソス戦争（紀元前431-404年）勃発の直後、紀元前430年よりアテーナイの疫病に見舞われ、指導者ペリクレスは疫病に没し、アテーナイでは幾多の命が失われた。疫禍は紀元前426年にかけて断続的に続いた。
アクロポリス南麓より発見された「テレマコス記念碑」（紀元前4世紀初頭）の碑文によれば、紀元前420-419年にあたる年にテレマコスが聖所と祭壇を建立し、アスクレーピオスをエピダウロスより勧請した。そして神託により、ヘビ（エピダウロスの聖蛇、アスクレーピオスの化身）を招請し、同じくヒュギエイア（アスクレーピオスの娘〈妻〉、「健康」の女神）も祀った。この分祀の際には、エレウシスの秘儀の間にエレウシニオンに移送した後、アクロポリス南麓の聖所に移されたが、この都市国家の要地への設立において、エレウシースの神官団をつかさどるケリュケス氏族より異議が唱えられたとも記される。
アスクレピエイオンの勧請と分祀の後、聖所の成立を記念するエピダウリア祭が国家祭儀として制定され、この祝祭の半年後にはアスクレピエイア祭が、ディオニューソスの祝祭であるディオニューシア祭の前日に国家祭儀として別に追加されている。エピダウリア祭は、紀元前4世紀中ごろにはすでに国家祭儀として定着していた。

## 構造物

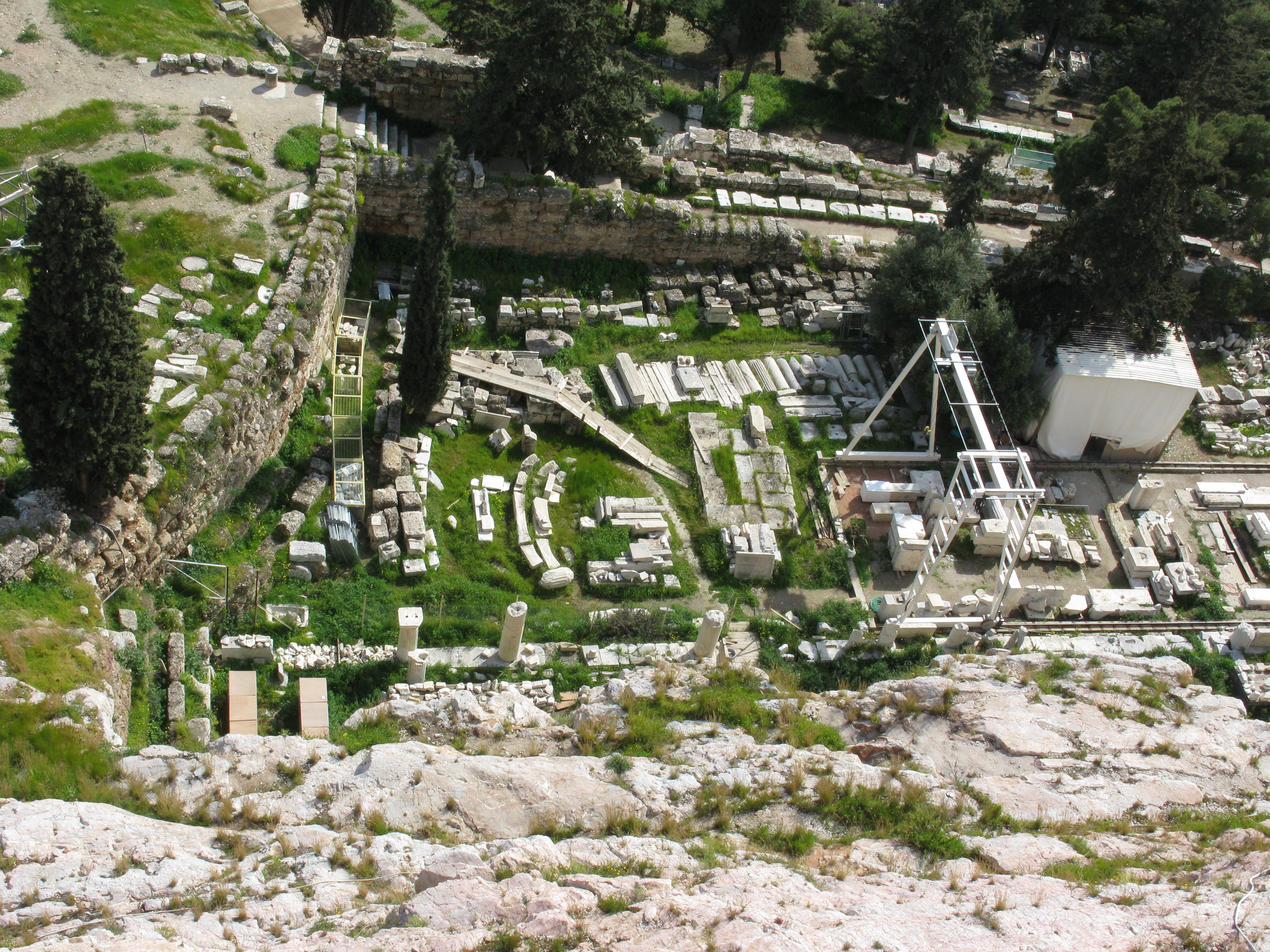
アスクレピエイオンの遺構（2009年）

アスクレーピオスの聖域は、アクロポリス南斜面の段丘（テラス）上に構築されている。当初木造で建立され、聖域の入口にあったプロピュロンは、碑文によればローマ時代に改装されたといわれる。
アスクレーピオスとヒュギエイアの神殿は、紀元前1世紀に建立された。2世紀のパウサニアースは、アスクレーピオスとその子らの神像などが安置されていたいう。その後、3世紀には東側に拡張されており、東向きの神殿の礎石および祭壇と見られる構造物が残存する。
神殿の北側にある2階建てであった柱廊の遺構は、碑文より紀元前300-299年に建立されたことが知られる。ドーリス式の円柱17本と内部に6本の列柱を持つこの柱廊は、エンコイメテリオン（Enkoimeterion、「横になり眠る場所〈就寝所〉」の意〉で、エンコイメシス（英: incubation、お籠もり〈参籠〉）による眠りの儀式のためのエンコイメテリオン（就寝所〈アバトン、至聖所〉）すなわち神癒嘆願者（患者）が一夜を過ごし、夢による治療や保養について神宣を得る場所であった。全長およそ50メートルで、上層階部分は下層階で収容できない参籠者のために設けられていた。
ドーリス式の列柱廊には「聖なる泉」と呼ばれる泉場とともに、西端には「聖なる井戸」として知られる円形の井戸がある正方形の部屋を備えていた。この列柱廊の西端に組み込まれた「聖なる井戸」は、もともと紀元前5世紀末（第4四半期）に岩盤をくりぬいて整備されていた石積みの井戸であった。
聖域の西側には、4つの部屋（宴会室）を備えたもう1つの柱廊があった。イオニア式の列柱10本を持つこちらの柱廊は、同じく紀元前5世紀末（第4四半期）に構築されたもので、儀式における神官や参詣者の食堂としての機能を担っていた。